# Janikovszky Béla
Janikovszky Béla (Salgótarján, 1919. július 18. – Budapest, 1978. február 23.) magyar orvos, második világháborús ellenálló, az ÁVH tisztje, ezredese. A szegedi ÁVO parancsnoka az 1940-es évek végén, majd az ÁVH katonai elhárítási főosztályának parancsnoka az 1950-es évek elején, a Rajk-perben a kihallgatások és a kínzások egyik vezetője.

## Élete
A Budapesti Tudományegyetemen tanult orvosnak, később egyetemi tanársegéd. A Horthy-rendszer alatt, az 1940-es évek elején tagja volt az akkor Magyarország legnépszerűbb és legnagyobb létszámú ifjúsági szervezetének, a Turul Szövetségnek. Ezen belül a budapesti orvostanhallgatók alkotta Csaba Bajtársi Egyesület tagja volt, a Turul hivatalos antiszemita ideológiáját vallotta magáénak. 1944-ben az antifasiszta mozgalomba került, részt vett Gömbös Gyula szobrának felrobbantásában. A második világháborúban ellenállóként tevékenykedett.
A háború után a szegedi államvédelmi osztály parancsnoka lett, Komlós János (későbbi humorista) felettese, akivel az ÁVO Szegeden és környékén elkövetett törvénytelenségeinek egyik fő szervezője és vezetője volt.
Szegedről Budapestre került, 1949-ben az ÁVH tisztjeként a Rajk-perben a kihallgatások és a kínzások egyik vezetője, Szőnyi Tibor egyik kihallgatója volt. 1950. január 31. és 1951. január 19. között az ÁVH-ba ekkor bevont katonai elhárítás, a II. Főosztály vezetőjének nevezték ki államvédelmi ezredesként. Vezetése alá tartozott a II/1. Osztály (Katonai kémelhárítás), a II/2. Osztály (Belső Karhatalom, Rendőrség, Határőrség), és a II/3. Osztály (Katonai figyelés, operatív ellenőrzés).
1950-ben Pálffy György és társai perében Pálffy legfontosabb kihallgatója volt 1-2 hónapon keresztül, majd a Sólyom László és társai elleni koncepciós perek egyik irányítója volt.
Vizsgálótisztként részt vett a Kádár-perben. Ebbeni tevékenységéről ad képet Farkas Vladimir visszaemlékezése: „Szemtanúja voltam egy ilyen esetnek. Dr. Janikovszky Béla vezényletével Veres Józsefet gúzsba kötötték. Az irodámban számon kértem Janikovszkyt, hogy erre kitől kapott utasítást vagy engedélyt. Válaszként azt tanácsolta, kérdezzem meg Péter Gábort, hogy legszívesebben mit csinálna Veressel.”
A Magyar Közösség ellen indított koncepciós eljárás során letartóztatott Vatai László lelkész így emlékezik róla: „Az én alezredesem, Janikovszky Béla, civilben orvos volt, művelt ember, meggyőződéses marxista. Természetesen kezdettől tudta, hogy koholt ügy az összeesküvés, de ő is fontosnak látta a vádolt csoportok és elemek felszámolását, s engem marxistává akart átfordítani. Nem volt szadista, sőt az adott körülmények közt emberséges módon viselkedett. Persze, csak az adott körülmények között, hisz ő is része volt ennek a szörnyű rendszernek.”
1953-ban Péter Gábor ügyében letartóztatták, és két évi börtönre ítélték. Közben a Pálffy-per felülvizsgálati perében (1954-55) tanúként kihallgatták. 1957-ben a Legfelsőbb Bíróság utólag felmentette a vád alól. 1960-ban is perbe fogták a Kádár-korszakban, de az eljárás rövid idő múlva félbeszakadt. Szabadulása után eredeti hivatásába került vissza, az Országos Onkológiai Intézet orvosaként dolgozott.

## Magánélete
Többször házasodott. Első fiát (Béla László Jakab 1945–2016[forrás?]) szülő feleségét, Kiss Etelkát 1947-ben elhagyta. Feleségével kapcsolatban fennmaradt, hogy Péter Gábor perének egyik vádpontjaként Péter ellen felmerült a személyes szabadság megsértésének bűntette, miszerint utasítást adott Bálint István orvos ezredesnek, hogy dr. Janikovszky Béla ezredes volt feleségét szállíttassa elmegyógyintézetbe, hogy az ne zaklassa volt férjét.
Utolsó házasságában felesége Janikovszky Éva írónő volt.